# 1974 في إسبانيا
فيما يلي قوائم الأحداث التي وقعت خلال عام 1974 في إسبانيا.

## سياسة

### انتهاء فترة المنصب
- 3 يناير – توركواتو فيرنانديث-ميراندا .

## رياضة
- 1 يناير – طواف إسبانيا 1974
- 1 يناير – كأس ملك إسبانيا 1973–74 الفائز ريال مدريد.

## مواليد

### يناير
- 4 يناير – فيرناندو سانز لاعب كرة قدم إسباني.
- 7 يناير – جولين غيريرو لاعب كرة قدم إسباني.
- 19 يناير – تشافي روكا لاعب كرة قدم إسباني.
- 23 يناير – دافيد كاستيدو لاعب كرة قدم إسباني.

### فبراير
- 1 فبراير – دافيد ميكا ميدينا سباح إسباني.
- 6 فبراير – خافي نافارو لاعب كرة قدم إسباني.
- 15 فبراير – ألبيرتو ماركوس لاعب كرة قدم إسباني.
- 17 فبراير – ميكيل ألثامورا دراج إسباني.
- 21 فبراير – إيفان كامبو لاعب كرة قدم إسباني.
- 21 فبراير – روبيرتو إيراس درّاج طريق إسباني.

### مارس
- 3 مارس – آدا كولو سياسية إسبانية.
- 23 مارس – جومي كوليت سيرا
- 26 مارس – خافيير رودريغيز لاعب كرة قدم إسباني.
- 27 مارس – جوان هراتش درّاج طريق إسباني.
- 27 مارس – غازيكا مندييتا لاعب كرة قدم إسباني.
- 29 مارس – مارك جينيه

### أبريل
- 3 أبريل – ريكاردو رودريغيز
- 11 أبريل – أليكس كوريتخا لاعب كرة مضرب إسباني.
- 11 أبريل – أنطونيو تاولير درّاج طريق إسباني.
- 17 أبريل – فكتور فرنانديز
- 25 أبريل – لويس ألفونسو، دوق أنجو
- 28 أبريل – بينيلوب كروز ممثلة إسبانية مكسيكية.

### مايو
- 8 مايو – لويس تيفنيت
- 30 مايو – إيدو ألونسو لاعب كرة قدم إسباني.

### يونيو
- 13 يونيو – سانتياغو بلانكو دراج إسباني.
- 16 يونيو – لويس بيريز رودريغيز درّاج طريق إسباني.
- 18 يونيو – إيتزيار إيتونو ممثلة إسبانية.
- 18 يونيو – خوسيه إنريكي غوتيريز درّاج طريق إسباني.

### يوليو
- 9 يوليو – بابلو بينيلوس كارو لاعب كرة قدم إسباني.
- 9 يوليو – خوان اجناسيو كاراسكو لاعب كرة مضرب إسباني.
- 13 يوليو – أوريول سيرفيا سائق سيارة سباق إسباني.
- 15 يوليو – أوسكار ييبرا لاعب كرة سلة إسباني.
- 24 يوليو – ميشيل ألونسو

### أغسطس
- 2 أغسطس – جاومى كوماس لاعب كرة سلة إسباني.
- 14 أغسطس – آرثر بالدر مخرج أفلام إسباني.
- 29 أغسطس – كارلوس تورنت دراج إسباني.
- 30 أغسطس – خافيير أوكسوا درّاج طريق إسباني.

### سبتمبر
- 12 سبتمبر – كريستينا تورنس فاليرو لاعبة كرة مضرب إسبانية.
- 20 سبتمبر – إميليو خوسيه فيكييرا لاعب كرة قدم إسباني.
- 22 سبتمبر – سيرجي إسكوبار درّاج طريق إسباني.
- 23 سبتمبر – فيليكس مانتيلا
- 23 سبتمبر – كارليس ماركو مدرب كرة سلة إسباني.
- 28 سبتمبر – أوسكار فيرنانديز
- 29 سبتمبر – غريغوريو لافيلا متسابق دراجات نارية إسباني.

### أكتوبر
- 10 أكتوبر – سيرجيو كورينو لاعب كرة قدم إسباني.
- 28 أكتوبر – فيسينتي مورينو
- 28 أكتوبر – ماريا تيريسا فوستير

### نوفمبر
- 9 نوفمبر – فريديريك كارلو إفيد سبّاح إسباني.
- 17 نوفمبر – بيرطو روميرو
- 19 نوفمبر – إيفان سانشيز

### ديسمبر
- 1 ديسمبر – مانويل ريتاميرو
- 7 ديسمبر – جيراردو غارسيا لاعب كرة قدم إسباني.
- 7 ديسمبر – مانويل مارتينث غوتيريث
- 17 ديسمبر – كارلوس كاسترو لاعب كرة قدم إسباني.
- 22 ديسمبر – غارسيا غارسيا لاعب كرة قدم إسباني.

## وفيات

### سبتمبر
- 7 سبتمبر – خوان أنطونيو إيبينا (مواليد 1912) لاعب كرة قدم.

### أكتوبر
- 12 أكتوبر – إرمينيو ألمندروس (مواليد 1898) كاتب إسباني.

### ديسمبر
- 13 ديسمبر – خوسيه نافارو مورينيس (مواليد 1897) فارس إسباني.
- 21 ديسمبر – لويس مارين ساباتير (مواليد 1906) لاعب كرة قدم إسباني.